# Tenuiballus minor
Espèce
Tenuiballus minor est une espèce d'araignées aranéomorphes de la famille des Salticidae.

## Distribution
Cette espèce est endémique du KwaZulu-Natal en Afrique du Sud,. Elle se rencontre vers l'Ithala Game Reserve et la baie de Sodwana.

## Description
Le mâle holotype mesure 3,30 mm.

## Publication originale
- Azarkina & Haddad, 2020 : « Partial revision of the Afrotropical Ballini, with the description of seven new genera (Araneae: Salticidae). » Zootaxa, no 4899(1), p. 15-92.